# Peter Clack
Pour les articles homonymes, voir Clack.
Peter Clack fut le batteur du groupe australien de hard rock AC/DC de avril 1974 à janvier 1975. Lorsqu'il était là, il y avait encore Dave Evans au chant et Rob Bailey à la basse.
Avec Peter, AC/DC a fait le single Can I Sit Next to You Girl. Il était toujours dans le groupe lorsque AC/DC a enregistré High Voltage (album australien) mais il ne semble pas y avoir beaucoup contribué. La plupart des morceaux de batterie ont été enregistrés par Tony Currenti. Clak fut ensuite définitivement remplacé par Phil Rudd.